# Antoine Mazairac
Antonius "Antoine" Hendrikus Mazairac (Roosendaal, 24 de maig de 1901 - Dortmund, 11 de setembre de 1966) fou un ciclista neerlandès, que es dedicà al ciclisme en pista.
Va prendre part en els Jocs Olímpics d'Amsterdam de 1928, en què guanyà la medalla de plata en la prova de velocitat individual, sols superat per Roger Beaufrand. En el seu palmarès també destaquen quatre medalles al Campionat del món de velocitat amateur, d'or el 1929, quan posà punt-i-final a la seva carrera esportiva.

## Palmarès
- 1921
  -  Campió dels Països Baixos de velocitat
- 1922
  -  Campió dels Països Baixos de 50 km
- 1925
  -  Campió dels Països Baixos de velocitat
- 1927
  -  Campió dels Països Baixos de velocitat
- 1928
  -  Medalla d'argent als Jocs Olímpics de 1928 en velocitat
- 1929
  -  Campió del món de velocitat amateur
  -  Campió dels Països Baixos de velocitat